# ハードコアテクノ
ハードコアテクノ（英: hardcore techno）は1990年代初期から半ばにかけ、オランダのロッテルダム、アメリカのニューヨーク、オーストラリアのニューキャッスルなどで同時発生的に出現した電子音楽のスタイルである。

## 音楽的特徴
高いBPM（160–200 BPM。時にはそれ以上）と、主張の強いビート、大胆かつリズミカルなサンプリングが挙げられる。制作においては、黎明期の1980年代末頃から機能が充実したPCM音源やサンプラーが相次いで登場してきたことから、初期はそれらの機材群、MODトラッカーなどを活用して行われ、現在ではDAWを用いてDTMで行われることがほとんどである。

## 名称
主にハードコアと略されるが、ロックのジャンルの一つであるハードコア・パンクやエモ(エモーショナル・ハードコア)などと混同されることもある。
日本では原音の発音から『ハーコー』を用いるケースもあり、2006年にはハードコアテクノレーベル「HARDCORE OSAKA」が8月5日を『ハー（8）コー（5）』と読む語呂合わせから「ハードコアテクノの日」に制定した。この記念日は一般社団法人の日本記念日協会により認定・登録されている。

## 歴史
アメリカシカゴのアシッド・ハウスやデトロイトのテクノ、ベルギーのニュービートを源流として誕生した。
その後、オランダでは1992年から開催されたThunderdomeや後のMaster of Hardcoreのようなイベントにより国内で周知されるようになり、ロッテルダムなどを中心として、レイヴシーンにおけるガバカルチャーの誕生などの文化的発展を遂げていった。
メスカリナム・ユナイテッド（英: Mescalinum United）が1990年に作曲したWe Have Arrivedが、世界初のハードコアテクノであると考えられることが多い。

## ハードコアテクノの種類
ここではサブジャンルや派生ジャンルを挙げる。
ブレイクビート・ハードコア（英: breakbeat hardcore）
1990年代初期のイギリスのレイヴシーンで、アシッド・ハウスやヒップホップ、レゲエなどをルーツとして生まれたジャンル。「オールドスクールレイヴ」や、単に「レイヴ」と呼称されることもある。
けたたましいピアノロールと跳ねるようなベースライン、ブレイクビーツとチープな女性ボーカルの多用などを特徴とする。テンポは160 BPM未満のものが多い。
日本国内ではジュリテク、デステクノなどの名称で流通した。
ガバ（英: Gabba､Early hardcore）
アムステルダム中心の音楽シーンへのカウンターとして生まれたとされ、今日のハードコアテクノの基盤ともいえるジャンル。「オールドスクール」や「アーリーレイヴ」と呼称されることもある。
歪んだバスドラムと下品でイリーガルなサンプリングが特徴。その後、音数が変化しストイックになった曲もあれば、従来の路線を継承し高速化したものも存在する。
現代においてデジタル環境のみで作られることも多く、主にEarly Hardcoreと呼ばれている。
EnergycoreやEarly terrorといった派生styleも存在する。
主なアーティストはネオファイト、オマー・サンタナ、ザ・スタンド・ガイズなど。国内ではDynamax、 ATEBOIなど。
ハッピーハードコア（英: happy hardcore）
ブレイクビート・ハードコアにおけるジャングル寄りの流派が、ガバの音楽性を吸収することで独自に成長を遂げ誕生したジャンル。
高速なテンポにメロディアスなシンセリフが大きな特徴。
主なアーティストはBrisk、Hixxy、nanobii、スコット・ブラウンなど。国内ではURAKEN、P*Lightなど。
トランスコア（英: trancecore）
トランスのテンポを単純にタイムストレッチし高速化してプレイしたことから発生したスタイル。
やがてハッピーハードコアを中心に他の様々なジャンルの要素を吸収し、トランスの持つメロディアスさとハードコアを両立したひとつのジャンルとして確立した。
シーンの変化に伴いフリーフォーム、UKハードコアにそれぞれ吸収されており、近今ではトランスコアという通り名が使われることは少ない。
フリーフォーム（英: freeform hardcore）
元々はハードトランス、ハードエナジーから派生したジャンルであり、トランスコアの一種として広く知られていた。
特徴的かつ伝統的なアシッド・ラインに加え、しばしばトランスらしいローリングベースやSupersawも用いられる。
ムーブメントに逆らった独自の形態をとる傾向があり、その中でも大きく分けてハッピーハードコア、UKハードコア的解釈である「UK系」と、
ハードトランス、ハードエナジー的解釈である「FIN系」という2つの派閥が存在する。
主なアーティストはケビン・エナジー、DJ Sharkey、Alek Száhala、カーボン・ベースドなど。
UKハードコア（英: UK hardcore）
ハッピーハードコア・フリーフォームハードコアを経て形成されたジャンル。
曲調は多岐にわたり、ハードトランス、トランスコアの正統進化系とも言えるようなものから、2010年代ではブロステップ、ドラムステップなどに影響を受け、ベースラインや変則リズムなどを前面に押し出した個性的なものまで存在する。
主なアーティストはフレイカス・アンド・ダーウィン、ガマー、Orbit 1など。
国内では、DJ Shimamura、DJ Noriken、源屋、Getty、Srav3R、Tatsunoshin、など。
ブレイクコア（英: breakcore）
ハードコアテクノをブロークンビーツ、ドリルンベースやIDM的に解釈したアプローチの音楽。
細かく分解・再構築された複雑なリズムで鳴らされる激しく歪んだブレイクビーツが大きな特徴。
イリーガルなサンプリングのスタイルなどはガバ、アーリーレイヴからの直系である。ヴェネチアン・スネアズ、スクエアプッシャー、The DJ Producerなどが有名。
ニュースタイルガバ（英: Millennium Hardcore）
ビートが高速化しすぎたガバ、スピードコアシーンへのカウンターとして発生したハードコアテクノ。ダンス・ミュージックとしての実用性を重視し、とにかくキックのアタック感、重量感が強調されるため、160–170程度のBPMで音数は非常に少なくまとめられており、代わりにブレイクは映画音楽のようなオーケストラなどを用いて壮大なものに仕上げられているトラックも多い。
より洗練されたガバキックを用いる最近のトラックはメインストリームハードコアと呼ばれる。
主なアーティストはアート・オブ・ファイターズ、Angerfist、Dirty Bastardsなど。国内では、DJ Myosuke、RoughSketch、Noizenecioなど。
メインストリームハードコア（英: Mainstream Hardcore）
ニュースタイルガバから派生したジャンルで高速なテンポ、強烈なビート、メロディックな要素が取り入れられており、美しい旋律やメロディで感情的な要素が強く出ている。
もともとはその時代においてメインで制作された楽曲を指すために日本で生まれた言葉であり、発祥であるヨーロッパ圏では単にHardcoreと呼ばれる。BPM帯は165～200と幅広く、2023年現在ではSaw波形をもとに作られた音圧のあるリードやスクリーチに加えHardstyleのようにキックベースの音程に進行があるものが一般的である。
曲調によって名称が変わることがあり、例えば2010年代によく見られたキックベースの音程が一定であるものはMillennium、オケ音源を多用し、ダークで重厚なメロディで哀愁や幻想的なテーマ性を持ったものはGothicと呼ばれる。他ジャンルとのクロスオーバーも盛んに見られ、中にはドラムンベースやダブステップなどが組み込まれた楽曲も存在する。
ヨーロッパ圏での大型フェスであるMasters of Hardcore、Harmony of Hardcore、Dominator、AIRFORCEなどではこのジャンルがメインに演奏される。
国内イベントではHARDGATE、Gemeinschaft of Hardcore、Riot Symbolzなどが有名。
主なアーティストはAngerfist、Miss K8、DJ Mad Dog、Nosferatu、Tha Playah、Destructive Tendencies、GridKiller、Unfusedなど。
国内では、DJ Myosuke、RoughSketch、6th、FALCH1ON、Matsui.K、Sho--nan、Balalaikaなど。
アップテンポハードコア（英: uptempo hardcore)
Mainstream、Industrial等の早回しが起源という説があり、Uptempoと呼称される事もある。190–250BPM近辺で制作され、歪ませたキック、スクリーチ、シンセリード、MC・サンプリングなどで構成される。キックで聴かせるストイックな曲調から、BigroomやEDMのようなパーティーチューン、HiphopやTrapを取り入れたThug要素の強い曲など、作風の幅は広い。キックの歪ませ方も多種多様であり、Mainstreamの流れを汲むもの、Industrial/Terror寄りの無機質なもの、Frenchcoreのように音階差があるもの、近年ではPiep、Zaagと呼ばれる個性的なキックも使われている。
主なアーティストは、Partyraiser、Cryogenic、Andy The Core、HARDBOUNCER、DRS、Barber、GPF、Chaotic Hostility、Lunakorpz、F.Noize、MBK、Hatred、EQUAL2など。国内ではC!PHER、GoldenEggs、RIZARDI、Autum-N-clouD.など。
クロスブリード（英: crossbreed）
ハードコアとドラムンベースを融合させたジャンル。Hardcore kickが強調されたモノと、ダークステップやニューロファンク寄りのモノに大別される。
特徴としてクランギングスネア（英: clanging snare（スカルスネアと呼ばれることも）やリース・ベース（うねりのあるベース）、Hardcore kickなどが挙げられる。オーケストラが取り入れられることもあり、雰囲気は多岐にわたる。
主なレーベルはGenosha Recordings、Union Recordings、Othercide Records、Prototypes Recordsなど。
主なアーティストはジ・アウトサイド・エージェンシー、Hallucinator、Sinister Souls、Switch Technique、The Satanなど。国内ではQuark、Pemcy、Colon、Takeru、Viral Program、Hollyなど。
インダストリアルハードコア（英: industrial hardcore）
ダークなサウンドやディストーションを重視したハードコア。無機質で重厚な曲が多いのが特徴。
主なレーベルはThe Third Movement / Heresy、Noisj、Enzyme Records、Dark. Descent.、Motormouth Records、PRSPCT Recordingsなど。
主なアーティストはOphidian、ジ・アウトサイド・エージェンシー、Mindustries、Rude Awakening、DJIPE、Igneon System、I:Gor、Lowroller、Deathmachine、Sei2ure、Tripped、Akira、Hellfishなど。国内ではEngage Blue、Holly、Supire、Sunkt8、Coretex、Miyuki Omuraなど。
フレンチコア（英: frenchcore）
ベースと一体化した特徴的なキックを用いる、ガバともUKハードコアともつかない独特なジャンル。ストイックな方向へ変貌を遂げた、ハードテック/トライブ (Hardtek/Tribecore) という派生ジャンルも存在する。
主なアーティストはDr. Peacock、セファ、THE SPEED FREAK、Pattern J、ザ・シッケスト・スクワッド、D'ortなど。国内では、USAO、Dustvoxx、DJ C-TYPE、Mothtekなど。
ハードテック（英: hardtek）
ハードテックとは、1980年代後期から1990年代初期においてフランスを中心としたヨーロッパのフリー・パーティーを含むレイヴ文化の波を発祥とするテクノ音楽の一つである。
主なアーティストはFant4stik、Billx、Mat Weasel、フロキシーテック、Guigooなど。国内ではTanukichi、USAO、Dustvoxx、Loctekなど。

スピードコア（英: speedcore）
超高速で打ち鳴らされるガバキックが用いられる特徴的なジャンル。
類似ジャンルに、約200–300 BPMで制作されるテラーコアやスプリッターコア、エクストラトーンと呼ばれる1000 BPMに至るものまで存在する。
スピードコアの主なアーティストはNoisekick、SRB、Delta 9、Komprexなど。国内ではm1dy、t+pazolite、Kobaryo、RedOgreなど。

## Jコア
1990年代から2000年代にかけて、日本国内においてアニメ、テレビ、サブカルチャーのアイテムから無許可でサンプリングして制作される、「ナードコア」と呼ばれるハードコアシーンの流行があった。当時の音源が日本国外に流出し、海外で「J-core（Jコア）」と呼ばれた。
今日ではナードコアに限らず、「ハッピーハードコア、UKハードコア、ガバ、スピードコアなどをベースとしつつも、（海外の）メインストリームとは異なる日本人的センスでプレイされるハードコアテクノ」をJコアと呼ぶ傾向が強い。Jコアのアーティストは国内に限らず存在し、既存のハードコアテクノとは違うひとつのサブジャンルとして確立しつつある。

## 主なプロデューサー・DJ
- Adam X
- AniMe
- anubasu-anubasu
- aran
- Bioweapon
- Brisk
- BLACK DAHLIA KILL3R
- D-block & S-Te-Fan（オランダ語版）
- DJ C-TYPE
- DJ Dougal（英語版）
- DJ ESP（ドイツ語版）
- DJ Genki
- DJ Ham
- DJ Hixxy
- DJ HORN
- DJ Mad Dog（フランス語版）
- DJ Myosuke
- DJ Noriken
- DJ POYOSHI
- DJ Promo（オランダ語版）
- DJ Sharkey（英語版）
- DJ Shimamura
- DJ TECHNORCH
- DJパニック
- Dustvoxx
- D-Fence
- ETIA.
- Evil Activities
- Exode[9]
- Fant4stik
- Getty
- Hommarju
- JAKAZiD（英語版）
- JDX
- kenta-v.ez.
- KO3
- Kobaryo
- Korsakoff
- kors k
- Laur
- Luna-C（英語版）
- m1dy
- Massive New Krew
- Mat Weasel Busters
- Miss K8
- MO
- nanobii
- Noizenecio
- Nosferatu
- Ophidian
- Orbit 1
- P*Light
- REDALiCE
- Relect
- Renard
- RoughSketch
- SHARPNEL.NET
- Srav3R
- Stormtrooper
- sun3 (sun3 FielD)
- TamolarM
- Tanukichi
- Tatsunoshin
- Technicore
- THE SPEED FREAK
- Tim Tayler
- Toneshifterz
- t+pazolite
- USAO
- you
- Yuta Imai
- アート・オブ・ファイターズ（イタリア語版）
- アナボリック・フロリック（英語版）
- アンガーフィスト
- ウェイステッド・ペンギンズ（英語版）
- オマー・サンタナ（英語版）
- ガマー（英語版）
- かめりあ
- スコット・ブラウン
- スリップマット（英語版）
- ダレン・スタイルズ（英語版）
- デーモン・ワイルド（ドイツ語版）
- デルタ9
- ナセンブルテン
- ネオファイト（英語版）
- フレイカス・アンド・ダーウィン（英語版）
- ヘッドハンターズ（英語版）
- ヘルフィッシュ（英語版）
- ポール・エルスタック
- 村木幸星
- 源屋
- メスカリナム・ユナイテッド
- レニー・ディー
- ロッテルダム・テラー・コープ

## 主なレーベル
| ハードコア全般 - DYNASTY RECORDS - Hardcore Circulator - HARDCORE TANO*C - Login Records - Notebook Records UKハードコア系 - Futureworld Records - Hardcore Underground - ONESEVENTY - Together We Rise - 24/7 Hardcore メインストリームハードコア、ガバ系 - Masters of Hardcore - Neophyte Records - Dogfight Records - State of Anarchy - Rotterdam Records - Audiogenic - BASS2 Records - Drop Bass - Enzyme Records - Gemeinschaft of Hardcore - H2OH - Industrial Strength Records - Japanese Stream Hardcore - Masters of Hardcore - Megarave Records - PRSPCTrecordings - The Third Movement - This Is Terror - Traxtorm Records - YellowStripeRecs | スピードコア系 - Psycho Filth Records アップテンポ系 - Afterlife Recordings - Barbaric Records - Chaotic Universe - Darkside Unleashed - Footworxx - Gemeinschaft GEPARD - Greazy Recordz - Wolvpack Recordings - Partyraiser Recordings - Offensive Rage Records - Smash Records - Snakepit Music ブレイクコア系 - Cock Rock Disco - DANCE CORPS - LapFox Trax - otherman records - Peace Off ハードテック系 - hardtek.jp - Undergroundtekno |